# 1780 az irodalomban
Az 1780. év az irodalomban.

## Események
- január 1. – Rát Mátyás evangélikus lelkész Pozsonyban megindítja az első magyar nyelvű hírlapot, a Magyar Hírmondót, mely 1788-ig állt fenn.

## Megjelent új művek
- Christoph Martin Wieland német költő verses elbeszélése: Oberon.
- Étienne Bonnot de Condillac francia filozófus munkája: La Logique ou l’art de penser (Logika, avagy a gondolkodás művészete).

## Születések
- április 29. – Charles Nodier francia romantikus író, könyvtáros, lexikográfus († 1844)
- augusztus 19. – Pierre-Jean de Béranger francia költő, chansonszerző († 1857)

## Halálozások
- május 11. – Nicolás Fernández de Moratín spanyol költő (* 1737)
- augusztus 3. – Étienne Bonnot de Condillac francia filozófus író (* 1715)